# West Island (Montreal)
Montreal West Island, französisch auch l'Ouest de l'île (dt. Westen der Insel), ist der westliche Teil der Île de Montréal (engl. Island of Montreal, dt. etwa Insel von Montreal). Der Begriff ist allgemein sehr gebräuchlich und geographisch klar abgegrenzt, jedoch kein offiziell eigenes Gebiet. Auf West Island leben ca. 220.000 Menschen, die – im Gegensatz zu den Bewohnern Montreals und dem östlichen Teil der Insel – hauptsächlich englischsprachig sind.
In der Region West Island befinden sich der Flughafen Montreal-Trudeau, das John Abbott College, das Fairview Pointe-Claire sowie der Naturpark Cap-Saint-Jacques, Montreals größter Park.

## Zugehörige Gemeinden und Stadtbezirke

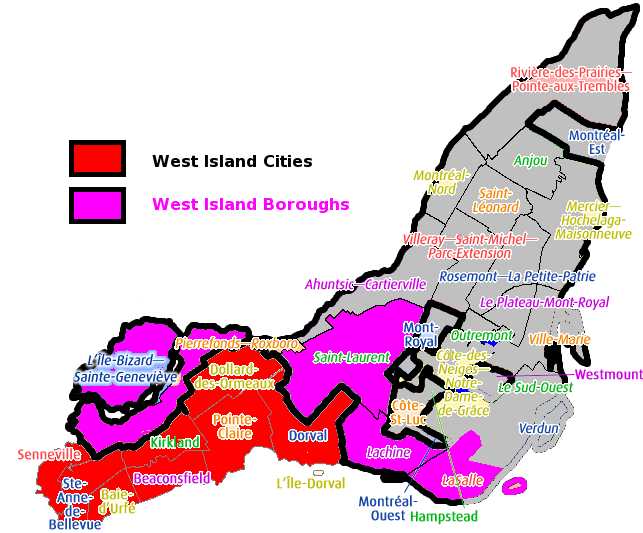
Karte der Gemeinden und Stadtbezirke der West Island

| Stadt                   | Bevölkerung (Stand: 2006) | Fläche in km² |
| ----------------------- | ------------------------- | ------------- |
| Dorval                  | 18.088                    | 20,87         |
| L’Île-Dorval            | 2                         | 0,18          |
| Pointe-Claire           | 30.161                    | 18,87         |
| Kirkland                | 20.491                    | 9,64          |
| Beaconsfield            | 19.194                    | 11,01         |
| Baie-D’Urfé             | 3.902                     | 6,03          |
| Sainte-Anne-de-Bellevue | 5.197                     | 10,57         |
| Senneville              | 962                       | 7,49          |
| Dollard-Des Ormeaux     | 48.930                    | 15,1          |
| Pierrefonds             | 60.138                    | 24,5          |
| Roxboro                 | 5.642                     | 2,22          |
| Sainte-Geneviève        | 3.278                     | 0,86          |
| L’Île-Bizard            | 13.861                    | 22,77         |
| West Island             | 224.669                   | 151           |